# Taeniophyllum robustum
Taeniophyllum robustum är en orkidéart som beskrevs av Rudolf Schlechter. Taeniophyllum robustum ingår i släktet Taeniophyllum och familjen orkidéer. Inga underarter finns listade i Catalogue of Life.